# Henri Le Roux (peintre)
 (mars 2022).
Si vous disposez d'ouvrages ou d'articles de référence ou si vous connaissez des sites web de qualité traitant du thème abordé ici, merci de compléter l'article en donnant les références utiles à sa vérifiabilité et en les liant à la section « Notes et références ».
Pour les articles homonymes, voir Le Roux.
Henri Le Roux, né en 1872 à Châtelet et mort en 1942 à Bruxelles, est un peintre belge.

## Biographie
Henri Le Roux a participé aux ateliers du groupe L'Effort.